# La Vie d'Adèle : Chapitres 1 et 2
Pour les articles homonymes, voir Adèle.
Pour plus de détails, voir Fiche technique et Distribution.
La Vie d'Adèle : Chapitres 1 et 2, souvent désigné simplement sous le titre La Vie d'Adèle, est un film belgo-hispano-français écrit, produit et réalisé par Abdellatif Kechiche, sorti en 2013.
Le film est une adaptation du roman graphique Le bleu est une couleur chaude de Jul' Maroh. La Vie d'Adèle est présenté lors du Festival de Cannes 2013 en sélection officielle, où il reçoit un accueil quasi unanime de la presse. Il se place très rapidement comme le grand favori pour la Palme d'or, qu'il obtient finalement. La récompense suprême est même attribuée de façon exceptionnelle au réalisateur Abdellatif Kechiche ainsi qu'à ses deux actrices principales Léa Seydoux et Adèle Exarchopoulos.
Mais, alors qu'il reçoit un accueil critique positif de la part des médias français et internationaux, le film est entouré par une polémique opposant le réalisateur Abdellatif Kechiche avec d'une part certains de ses techniciens et d'autre part les deux actrices principales, tous dénonçant un tournage difficile.
Abdellatif Kechiche a déclaré qu'il comptait faire une version plus longue de 40 minutes.

## Synopsis
Adèle est une lycéenne de première L, plutôt introvertie, qui aime lire. En cours, le professeur commente un passage d'un classique, sur la rencontre amoureuse. Un jour, elle croise dans la rue une femme plus âgée aux cheveux bleus courts. L'attirance est immédiate : elles échangent un long regard, se retournent.
Très poussée par son groupe d'amies, notamment Béatrice, très pressante, Adèle fait connaissance avec Thomas, un garçon de terminale à qui elle plaît beaucoup, et accepte ses avances, bien qu'elle ne soit pas particulièrement attirée. Adèle a des fantasmes sexuels intenses concernant la femme aux cheveux bleus. Troublée, sous la forte pression sociale de son groupe d'amies à coucher avec Thomas, elle perd sa virginité avec lui. Loin de régler son insécurité sur son orientation sexuelle, cela ne la satisfait pas mais provoque détresse, force larmes quand elle est seule. Adèle se tourne vers Valentin, un ami : loin de la juger ou de la presser, il l'encourage à trouver le bonheur sans accorder d'importance à l'orientation. Adèle rompt avec Thomas. 
Après avoir fait à Adèle des commentaires flatteurs sur le physique des filles et d'Adèle elle-même, Béatrice l'embrasse. Le soir, les parents d'Adèle remarquent qu'Adèle semble a visiblement passé une bonne journée. Le lendemain, dans les toilettes du lycée, Adèle, joyeuse, embrasse Béatrice, qui lui dit qu'elle ne veut pas aller plus loin et lui dit de considérer leur baiser comme une impulsion d'un moment, sans signification, à oublier.
Son ami Valentin, ouvertement gay, l'emmène dans un grand bar gay et lesbien. Adèle, impressionnée par les couples de même sexe qui s'embrassent, est draguée par des femmes. La jeune femme aux courts cheveux bleus est là et intervient en prétendant être sa cousine. Elle s'appelle Emma, étudiante en 4ème année aux Beaux Arts. Les deux filles sympathisent, Emma parle de différence d'âge, d'orientation sexuelle. L'attirance se confirme mais Emma a une petite amie, un peu plus loin dans le bar, qui les coupe. Emma part à regret en demandant à Adèle dans quel lycée elle va. 
Emma va voir Adèle à la sortie du lycée. Son groupe d'"amies" identifient tout de suite Emma comme lesbienne à son look et interpellent Adèle à ce sujet, elle court pour leur échapper et retrouver Emma sur un banc proche. Emma dessine Adèle, elles font plus ample connaissance, se rapprochent physiquement et résistent difficilement à l'envie de s'embrasser au moment de partir. Emma fait finalement une simple bise à Adèle, continuant de prétendre à une simple amitié naissante. Leurs interactions alternent entre flirt et le fait de se sentir obligées de se cantonner à de l'amitié. De retour au lycée, les "amies" d'Adèle, menées par Béatrice, continuent de l'interpeller de manière agressive, de lui demander des comptes, la soupçonnant d'être lesbienne. Adèle nie, cela ne l'empêche pas d'être mise à l'écart.
Adèle et Emma se rapprochent de plus en plus et s'embrassent lors d'un pique-nique. Elles ont ensuite des rapports sexuels et entament une relation passionnée. La famille d'artistes d'Emma accueille bien Adèle, mais cette dernière présente Emma à ses parents conservateurs comme sa professeure particulière de philosophie. Des anciennes amies d'Adèle assistent à sa fête surprise pour ses 18 ans, mais Emma n'y est pas conviée.
Les années suivantes, les deux femmes emménagent ensemble. Adèle devient institutrice tandis qu'Emma tente de faire avancer sa carrière de peintre en organisant régulièrement des soirées. Lors d'une de ces soirées, Adèle rencontre Lise, une collègue d'Emma enceinte, Joachim, un galeriste, et Samir, un acteur en devenir. Pendant que les autres parlent de sexe, Samir discute des États-Unis avec Adèle et ils deviennent amis. Emma passe plus de temps avec Lise durant la soirée.
Emma dénigre la carrière d'Adèle tout en l'encourageant à écrire, tandis qu'Adèle affirme être heureuse ainsi. Leur relation devient tendue, leur attirance physique mutuelle semblant être leur seul point commun. Emma rentre tard, ayant passé la soirée à travailler avec Lise. Par solitude, Adèle a une aventure sexuelle avec un collègue masculin. Emma découvre cette infidélité et rompt violemment avec elle.
Trois ans plus tard, elles se retrouvent dans un restaurant. Adèle est satisfaite de son travail d'institutrice mais n'a pas tourné la page : elle est toujours profondément amoureuse d'Emma. Cette dernière est en couple avec Lise et aide à élever sa fille de trois ans, mais avoue ne pas être sexuellement épanouie. Emma et Adèle s'embrassent, mais Emma se ravise. Elle dit à Adèle qu'elle ne l'aime plus, tout en reconnaissant que leur relation était spéciale et qu'elle aura toujours une "tendresse infinie" pour elle. Elles se séparent sur des excuses et des larmes.
Adèle se rend à l'exposition d'Emma. Sur un mur figure un nu d'Adèle peint par Emma durant leur relation. Emma salue Adèle mais se concentre sur Lise et les autres invités. Adèle félicite Emma pour son succès et, après une brève conversation avec Samir, s'en va. Il tente de la rattraper mais part dans la mauvaise direction, tandis qu'Adèle s'éloigne.

## Fiche technique
- Titre court : La Vie d'Adèle
- Titre long : La Vie d'Adèle : Chapitres 1 et 2
- Réalisation : Abdellatif Kechiche
- Scénario : Abdellatif Kechiche et Ghalya Lacroix[2], d'après le roman graphique Le bleu est une couleur chaude de Jul' Maroh
- Direction artistique : Julia Lemaire
- Photographie : Sofian El Fani
- Prise de son : Jérôme Chenevoy
- Mixage : Jean-Paul Hurier
- Supervision musicale : Elise Luguern (Explosante Fixe)
- Montage : Camille Toubkis, Albertine Lastera, Ghalya Lacroix, Jean-Marie Lengellé et Sophie Brunet[2]
- Production : Abdellatif Kechiche, Vincent Maraval et Brahim Chioua ; Laurence Clerc et Olivier Thery Lapiney (producteurs exécutifs)
- Sociétés de production : Quat'sous Films, Wild Bunch
  - En coproduction avec : France 2 Cinéma, Scope Pictures, Vértigo Films et RTBF
- Sociétés de distribution : Wild Bunch Distribution (France) ; Sundance Selects (États-Unis)
- Budget : 4 000 000 d'euros[3]
- Pays de production :  France,  Belgique et  Espagne
- Langue originale : français
- Format : couleur - 2.35 : 1 - 35 mm
- Genre : romance
- Durée : 179 minutes[2]
- Dates de sortie :
  - France : 23 mai 2013 (Festival de Cannes), 9 octobre 2013 (sortie nationale)
  - Canada : 5 septembre 2013 (Festival de Toronto), 9 octobre 2013 (sortie nationale)
  - Espagne : 20 septembre 2013 (Festival de San Sébastien), 25 octobre 2013 (sortie nationale)
  - Belgique : 27 septembre 2013 (Festival de Namur), 9 octobre 2013 (sortie nationale)
- Classification[4] :
  - France : interdit aux moins de 12 ans avec avertissement lors de sa sortie en salles[5] et déconseillé aux moins de 16 ans à la télévision[6].
  - Belgique : Enfants Non Admis (interdit aux moins de 16 ans)
  - Espagne : Déconseillé aux moins de 16 ans (en)
  - Canada : 
    - Sauf au Québec et en Nouvelle-Écosse : R - Restricted (réservé aux adultes)
    - Nouvelle-Écosse : 14A (interdit aux spectateurs de moins de 14 ans non accompagnés d’un adulte)
    - Québec : 16 ans et plus[7]

## Distribution
- Adèle Exarchopoulos : Adèle

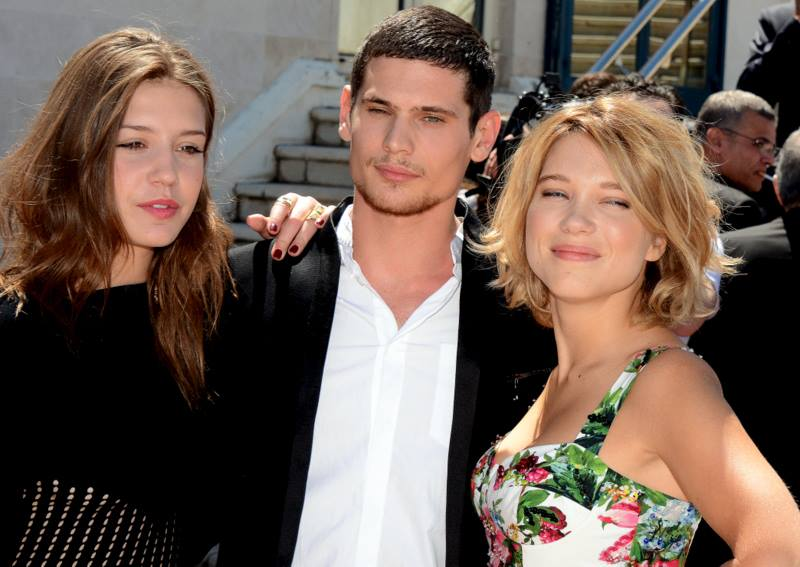
Adèle Exarchopoulos, Jérémie Laheurte et Léa Seydoux lors de la présentation du film au festival de Cannes 2013.

- Léa Seydoux : Emma, la fille aux cheveux bleus
- Jérémie Laheurte : Thomas, lycéen, camarade d'Adèle
- Mona Walravens : Lise
- Salim Kechiouche : Samir
- Catherine Salée : la mère d'Adèle
- Fanny Maurin : Amélie
- Aurélien Recoing : le père d'Adèle
- Anne Loiret : La mère d'Emma
- Benoît Pilot : Le beau-père d'Emma
- Sandor Funtek : Valentin, l'ami homosexuel d'Adèle
- Aurélie Lemanceau : Sabine
- Baya Rehaz : Meryem
- Benjamin Siksou : Antoine, instituteur, collègue d'Adèle
- Karim Saidi : Kader
- Alma Jodorowsky : Béatrice
- Quentin Médrinal : Eli
- Stéphane Mercoyrol : Joachim
- Lucie Bibal : Lucie
- Maelys Cabezon : Laetitia
- Samir Bella : Samir
- Wisdom Ayanou : Wisdom
- Peter Assogbavi : Peter
- Hervé Grull : Fred

## Production

### Choix des interprètes
En préproduction, Abdellatif Kechiche cherche à Paris la personne à qui confier le rôle d'Adèle. Après avoir rencontré Adèle Exarchopoulos, le réalisateur multiplie les rendez-vous dans le bar La Vielleuse de Belleville où il la teste par des silences, des discussions, des tests scéniques du scénario ainsi que des tests sportifs. Après plus d'un mois, c'est en observant sa façon de manger de la tarte au citron, sa façon de bouger la bouche et d'agir, qu'il décide qu'Adèle Exarchopoulos est l'actrice qu'il cherchait pour ce rôle.
Pour le rôle d'Emma, Abdellatif Kechiche pense d'abord à Sara Forestier, une actrice qu'il avait lui-même fait découvrir, puis à Mélanie Thierry. Cependant, Léa Seydoux demande à venir puis insiste pour rester sur le tournage. Sa conviction pousse Kechiche à lui confier le rôle.
Le réalisateur a pour vocation de choisir des acteurs débutants, sortant d'écoles d'art dramatique ou de seconds ou petits rôles dans de précédents films. C'est pourquoi il fait appel à des débutants comme Stéphane Mercoyrol, Aurélie Lemenceaux, Lucie Bibal (une amie d'Emma dans le film) et plusieurs autres petits comédiens.
La grande majorité des figurants visibles dans les scènes du lycée sont des lycéens de cet établissement que les responsables de casting et Abdellatif Kechiche ont choisis sur place, lors de castings ou de repérages directement sur les lieux[style à revoir].

### Bande originale et musique
Sauf indication contraire ou complémentaire, les informations mentionnées dans cette section proviennent du générique de fin de l'œuvre audiovisuelle présentée ici.
En post-production, lors du montage, une bande originale du film a été établie avec les titres suivants, :
- Bande annonce française : I Follow Rivers (original) - Lykke Li
- Bande annonce US[pas clair] : Take Care - Beach House
- Adèle chante ce morceau lors d'une manifestation : On lâche rien - HK & Les Saltimbanks
- Adèle danse sur ces titres en soirée : I Follow Rivers - Lykke Li (The Magician remix) / Mi Corazoncito - Aventura / La Bala de Billy - Pupy y Los que Son, Son / Hermano - El Timba (+ générique de fin)
- Adèle danse avec les enfants en faisant semblant de taper sur un tambour : Bonbon - par Marlène Ngaro (titre traditionnel africain de Guinée)
- Adèle rencontre Emma dans le bar lesbien : Show me that you heart beats - Andrew Dickens / Live for today - Robert J. Walsh (de), Dennis Winslow & Ronn L.Chick
- Adèle danse sur la première musique de son anniversaire : Whistle - Sporto Kantes
- Une des musiques lors de la marche des fiertés : Epic (en) - Sandro Silva & Quintino
- Musique bar gay : Shake and Pop - Mario Djust
- Musique bar lesbien : Halcyon Daze - Jon Dix & Beck Goldsmith
- Musique bar lesbien : Feel it now - Alex Johnson / Chris Allen / Steve Satterthwait
- Bedlam Town - Bill Baylis / Julie Anne Tulley
- Musique de la scène du musée (La Piscine à Roubaix) : Concerto pour clarinette de Mozart - K 622 - Mozart (second mouvement)
- Thunderstruck, Highway to Hell, Back in Black - AC/DC
- Allumer le feu - Johnny Hallyday
- I Go to Extremes (en) - Billy Joel
- Sans Abris - Quo Vadis
- Voulez-Vous - ABBA

### Conception
Le film est librement adapté du roman graphique Le bleu est une couleur chaude de Jul' Maroh. Il devait initialement reprendre le titre de la bande dessinée,.

### Tournage
Concernant les polémiques à propos des conditions de tournage, voir la section correspondante.
Initialement prévu pour une durée de deux mois et demi, le tournage du film a duré cinq mois, de mars à août 2012, pour un budget de 4 000 000 d'euros dans le Nord-Pas-de-Calais. Il a eu lieu à Lille notamment au lycée Pasteur, sur la Grand'Place de Lille (place du Général-de-Gaulle) pour la rencontre entre Adèle et Thomas (Jérémie Laheurte) et boulevard de la Liberté pour la rencontre avec Emma (Léa Seydoux) ainsi qu'à la galery Metling Art et, enfin, à la discothèque gay Le Privilège située dans le Vieux-Lille.
Le tournage s'est tenu également à Roubaix à La Piscine, Musée d'art et d'industrie, et à Liévin pour la maison où habite Adèle (dans le film) et à la maternelle Lamartine.

### Œuvres citées ou montrées
- Un passage au début du film évoque le roman La Vie de Marianne de Marivaux lors de la scène du cours de philosophie.
- Peu de temps après leur rencontre, lors d'un rendez-vous dans un parc, Emma partage à Adèle le souvenir d'une œuvre philosophique l'ayant influencée. Elle lui explique que durant son adolescence, l'œuvre de Jean-Paul Sartre, l'existentialisme est un humanisme, l'a beaucoup aidée dans sa quête d'identité.
- Pendant la fête d'anniversaire d’Emma, dans la seconde partie du film, le film Loulou de Pabst est projeté sur un écran dans le jardin. Le visage de Louise Brooks est reconnaissable à plusieurs reprises.
- Les œuvres d'art visibles tout au long du film, notamment à la fin lors du vernissage dans la galerie d'art, ont été réalisées par Cécile Desserle, une artiste peintre de Montpellier. Alors qu'elle exposait à Lille, Abdellatif Kechiche, passant dans la rue, tomba sous le charme de ses œuvres, demanda à la contacter et lui fit une commande de portraits d'Adèle Exarchopoulos[12].

## Exploitation
Le 9 décembre 2015, le visa d'exploitation du film (interdit aux moins de 12 ans depuis sa sortie en 2013) est annulé par la justice française au motif de la présence de scènes de sexe jugées trop réalistes. La ministre de la Culture devra « procéder au réexamen de la demande de visa » du film pour pouvoir l'exploiter à nouveau.
Finalement, le 30 septembre 2016, le Conseil d'État se range du côté du ministère de la Culture, qui a réclamé un recours en opposant à la demande de requalification du film, en cassant la décision de la cour administrative d'appel de Paris, qui réclamait le réexamen de la classification du long-métrage, ce qui permet à La Vie d'Adèle de conserver l'interdiction aux moins de 12 ans,.

### Festivals
Le film est présenté au cours du festival de Cannes 2013, où il devient rapidement le favori en compétition officielle pour la Palme d'or,,.
Cette récompense fut attribuée de façon exceptionnelle à trois personnes : le réalisateur Abdellatif Kechiche et les deux actrices principales Léa Seydoux et Adèle Exarchopoulos.

## Polémiques et controverses

### Déclarations de Christine Boutin
Au soir du 26 mai 2013, à la suite de la remise de la Palme d'or au film et à la manifestation parisienne d'opposition au « mariage pour tous » qui a eu lieu le même jour, Christine Boutin, présidente du Parti chrétien-démocrate (PCD), regrette qu'un tel film soit ainsi récompensé et déclare au micro de RMC, dans l'émission Les Grandes Gueules, que l'homosexualité est « une mode », qu'« on est envahi de gays » dans la société et qu'il s'agit d'une forme de « pensée unique »,. Ces propos font réagir de nombreuses associations de défense des droits des homosexuels. Ainsi, Nicolas Gougain, alors porte-parole de l'Inter-LGBT, considère que Christine Boutin « a complètement déraillé ». Dans le monde politique, cinq cadres de l'UMP (auquel le PCD est associé) publient un communiqué de presse où ils qualifient les propos de Christine Boutin de « déclarations aussi haineuses que déplacées » et appellent leur « famille politique à s'en désolidariser clairement et largement afin qu’elle ne prenne pas le risque d’apparaître complice de ces déclarations infamantes. »
Quelques jours après les propos de Christine Boutin, dans la « Boîte à questions » de l'émission Le Grand Journal sur Canal+, Adèle Exarchopoulos traite l'ex-ministre de « frustrée de la fouffe » en lui adressant un doigt d'honneur. Quelques mois plus tard, l'actrice « regrette de l'avoir insultée » mais elle insiste sur le fait qu'elle « trouve ses propos minables » et considère que « la bêtise de ces gens-là peut devenir dangereuse ».

### Conditions de tournage

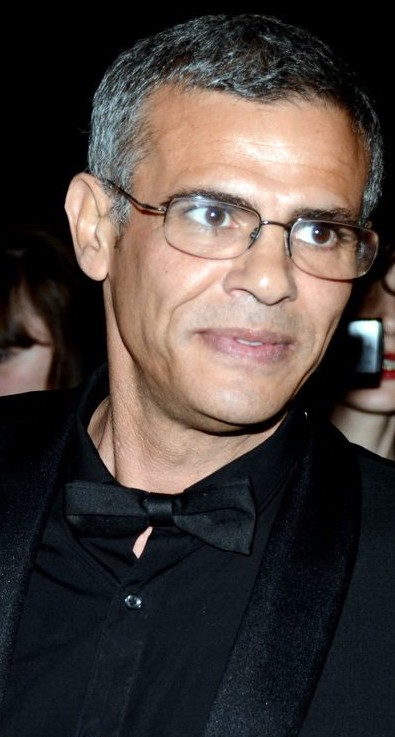
Le réalisateur Abdellatif Kechiche au festival de Cannes en 2013.

À la suite de sa présentation au festival de Cannes, le Syndicat des professionnels de l'industrie de l'audiovisuel et du cinéma (Spiac-CGT) publie un communiqué relatant les conditions de tournage « [il a eu lieu dans un] climat lourd, [avec] des comportements proches du harcèlement moral », poussant des techniciens et ouvriers à démissionner. D'autres critiques visaient également « les horaires anarchiques » et des heures travaillées non déclarées.

« Si ce long métrage devait devenir une référence artistique, nous espérons qu'il ne devienne jamais un exemple en termes de production. »

— L'ATOCAN.
Quelque 750 heures de rushes ayant été tournées, il se peut, selon Hugues Dayez (RTBF), que l'œuvre soit un work in progress. La quantité de rushes permettait lors du montage, qui a duré huit mois, de créer plusieurs récits,.
Quelques jours après l'attribution de la Palme d'or, Jul' Maroh, l'auteur de la bande dessinée dont le film est tiré, dit regretter le choix de nombreuses scènes de sexe lesbien chirurgicales, démonstratives et crues, qu'il juge dénuées de désir amoureux puis exprime sa déception quant au comportement méprisant d'Abdellatif Kechiche à son égard ; celui-ci n'a plus répondu à aucun de ses messages après la cession des droits d'adaptation, ne l'a pas invité avec l'équipe à Cannes et a omis de le mentionner lors de son discours de remerciements pour la récompense.
En septembre 2013, les deux actrices principales affirment à leur tour que le tournage fut très difficile et parfois violent, au point que Léa Seydoux ne souhaite plus jamais tourner avec le réalisateur et qu'Adèle Exarchopoulos ne soit pas vraiment sûre d'en avoir l'envie. Elles se déclarent également choquées et gênées par les scènes de sexe très explicites (bien que simulées et utilisant des prothèses), au point qu'Adèle Exarchopoulos explique avoir fermé les yeux et s'être imaginée ailleurs lors de la diffusion du film à Cannes,. Cette dernière affirmera plus tard que cette gêne était en partie due au fait qu'il y avait son père dans la salle lors de la projection.
La réaction consécutive très violente du réalisateur, dirigée contre Léa Seydoux uniquement qu'il accuse d'être trop gâtée et « née dans le coton », relance la polémique dans les médias.

Fatigué des controverses tout au long de la promotion de son film, Abdellatif Kechiche déclare en septembre 2013 à Télérama : 

« Selon moi, ce film ne devrait pas sortir, il a été trop sali,. »

Dans cette interview, Abdellatif Kechiche répond cependant aux différentes accusations le concernant et dans une tribune diffusée en octobre sur Rue89. Abdellatif Kechiche pensait engager Sara Forestier ou Mélanie Thierry pour remplacer Léa Seydoux si elle avait décidé de se retirer du film. Dans sa tribune, le réalisateur accuse par ailleurs plusieurs personnalités du cinéma, parmi lesquelles ses anciens producteurs, Jean-François Lepetit et Marin Karmitz, et Léa Seydoux, d'avoir instrumentalisé une controverse stérile visant à le diffamer et à empêcher le succès du film.
Lors de la cérémonie des César du cinéma 2014, bien que nommé huit fois, le film n'obtient que le César du meilleur espoir féminin, décerné à Adèle Exarchopoulos. La presse n'hésite pas à voir dans ces votes une forme de boycott à la suite des polémiques d'après-tournage, tant avec les comédiennes que les techniciens,,.
En février 2024, l'actrice Léa Seydoux considère qu'elle a subi du « harcèlement moral » sur le tournage du film : « Il n'y avait pas de respect dans la façon dont les scènes de sexe ont été tournées. [...] On n'a pas été protégées. » En octobre 2024, Adèle Exarchopoulos déclare à son tour : « [Abdellatif Kechiche] dépassait tout, tout le temps : les horaires, le calendrier, la gestion des gens... »

## Accueil

### Accueil critique
Après sa diffusion au festival de Cannes, La Vie d'Adèle reçoit un accueil critique majoritairement favorable. Dans Les Inrockuptibles, un journaliste parle d'une « bombe filmique » ; le magazine en ligne Slate juge le film magnifique tandis que Vogue Paris, enthousiaste, le cite comme étant « sans conteste le film de l'année » avec « Adèle Exarchopoulos époustouflante » et « la géniale Léa Seydoux » ; par ailleurs, le magazine remarque « un battage médiatique exceptionnel » lors du Festival de Cannes. Mediapart ne partage pas l'enthousiasme des médias précédents mais voit ce film comme une « bonne surprise ». Plutôt enthousiastes malgré des réserves importantes, les Cahiers du cinéma consacrent leur couverture au film, ainsi qu'un dossier de trente pages contenant de longs entretiens ; le film est classé 3e du Top 10 2013 de la rédaction, et premier du classement des lecteurs
Peu de voix discordantes, comme dans la revue Zinzolin où le critique dit ne pas avoir été ému par le film ; il dénonce le manque de nuance d'Abdellatif Kechiche, la vacuité des dialogues et plus précisément des dialogues sur l'art, les poncifs dans les séquences chez les parents respectifs des deux personnages. D'autres critiques négatives, comme dans Le Figaro, reprochent au film sa longueur et la répétitivité des scènes, ou Valeurs actuelles le critiquant comme une « histoire d'amour sans relief et filmée avec un plat naturalisme. »
À sa sortie en France le 9 octobre 2013, le film obtient la note de 4,6/5 pour 30 critiques presse sur le site Allociné. Sur l'agrégateur de critiques anglo-saxon Rotten Tomatoes, le film obtient 89 % de critiques positives sur 191 avis, le consensus du site indiquant que le film est « cru, honnête, joué avec force et délicieusement intense » et que c'est « l'un des drames les plus élégamment composés et les plus prenants du cinéma moderne, ».
Aux États-Unis, le film, distribué par Sundance Selects sous le titre Blue is the Warmest Color, est classifié « NC-17 » (interdit aux moins de 17 ans) par la Motion Picture Association of America en raison de son « contenu sexuel explicite ». Ce classement, souvent synonyme d'échec commercial en raison d'une interdiction de promotion dans les médias, est cependant contrebalancé par les réactions positives des médias américains.
En décembre 2013, le magazine américain Complex le classe 4e des meilleurs films de l'année.
En août 2016, la BBC le place dans les 100 plus grands films du 21e siècle (en 45e position).

### Box-office
| Pays ou région | Box-office                  | Date d'arrêt du box-office | Nombre de semaines |
| -------------- | --------------------------- | -------------------------- | ------------------ |
| France         | 1 036 811 entrées           | 8 avril 2014               | 26                 |
| Italie         | 243 000 entrées             | 1er décembre 2013          | 6                  |
| États-Unis     | 225 000 entrées             | 1er décembre 2013          | 5                  |
| Royaume-Uni    | 75 000 entrées              | 1er décembre 2013          | 1                  |
| Allemagne      | 124 433 entrées,            | 26 janvier 2014            | 6                  |
| Monde          | 2 593 233 entrées (26 pays) | 29 avril 2014              | -                  |

Le 23 janvier 2014, le film atteint le million d'entrées en France, avec très exactement 1 011 916 entrées à cette date.

## Récompenses  et distinctions

### Récompenses

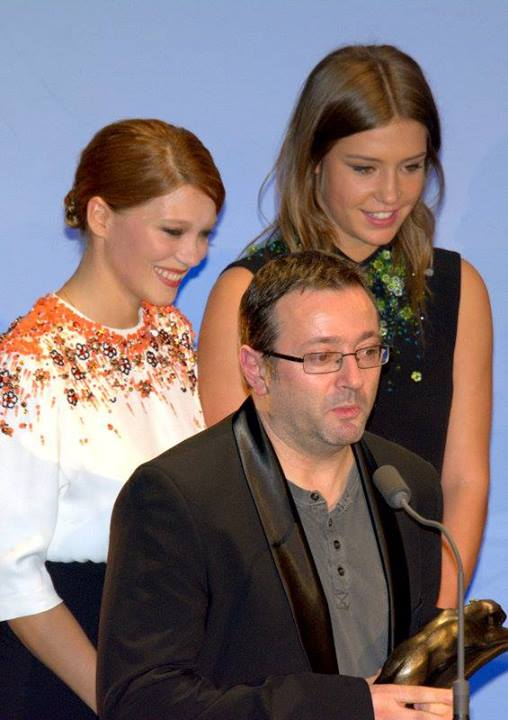
Léa Seydoux, Adèle Exarchopoulos et le producteur Vincent Maraval, à la cérémonie des prix Lumières 2014.

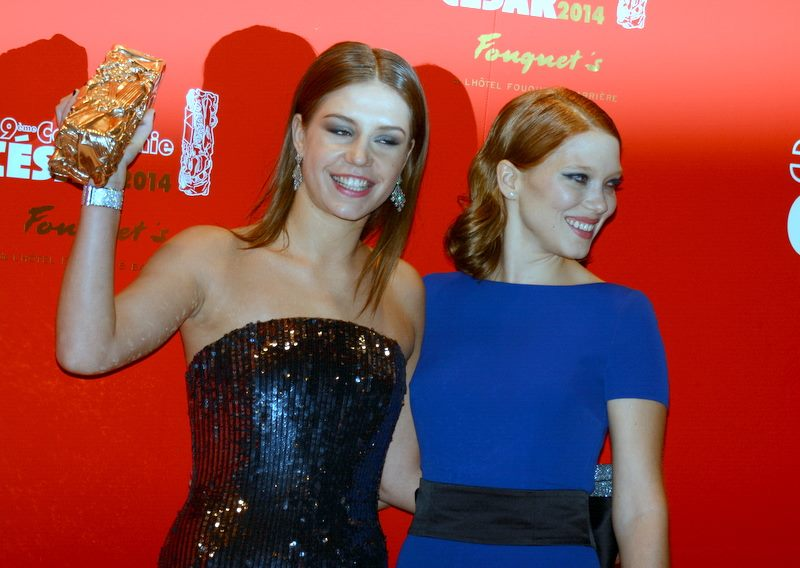
Adèle Exarchopoulos (César du meilleur espoir féminin) et Léa Seydoux à la 39e cérémonie des César.

- Festival de Cannes 2013 : sélection officielle
  - Palme d'or pour Abdellatif Kechiche, Léa Seydoux et Adèle Exarchopoulos
  - Prix FIPRESCI pour Abdellatif Kechiche
- Grand prix de la FIPRESCI 2013[68]
- Festival international du film des Hamptons 2013 : meilleur espoir pour Léa Seydoux
- Austin Film Critics Association Awards 2013 : meilleur film étranger
- Black Film Critics Circle Awards 2013 : meilleur film étranger
- Boston Online Film Critics Association Awards 2013 : meilleur film en langue étrangère
- British Independent Film Awards 2013 : meilleur film indépendant international
- Chicago Film Critics Association Awards 2013 : acteur le plus prometteur pour Adèle Exarchopoulos
- Dallas-Fort Worth Film Critics Association Awards 2013 : meilleur film en langue étrangère
- Florida Film Critics Circle Awards 2013 : meilleur film étranger
- Indiana Film Journalists Association Awards 2013 : meilleur film étranger, meilleure actrice pour Adèle Exarchopoulos
- Kansas City Film Critics Circle Awards 2013 : meilleur film étranger
- Las Vegas Film Critics Society Awards 2013 : meilleur film en langue étrangère
- Los Angeles Film Critics Association Award 2013 : meilleure actrice pour Adèle Exarchopoulos
- Prix Louis Delluc 2013[69]
- Online Film Critics Society Awards 2013 : meilleur film étranger
- National Board of Review Awards 2013 : meilleure révélation féminine pour Adèle Exarchopoulos
- New York Film Critics Circle Awards 2013 : meilleur film étranger
- Phoenix Film Critics Society Awards 2013 : meilleur film en langue étrangère
- San Francisco Film Critics Circle Awards 2013 : meilleur film étranger
- St. Louis Film Critics Association Awards 2013 : meilleur film en langue étrangère
- Utah Film Critics Association Awards 2013 : meilleur film en langue étrangère et meilleure actrice pour Adèle Exarchopoulos
- Village Voice Film Poll 2013 : meilleure actrice pour Adèle Exarchopoulos
- Central Ohio Film Critics Association Awards 2014 : meilleure actrice et artiste le plus prometteur pour Adèle Exarchopoulos
- Critics' Choice Movie Awards 2014 : meilleur film en langue étrangère et meilleur espoir pour Adèle Exarchopoulos
- London Film Critics Circle Awards 2014 : meilleur film en langue étrangère de l'année
- National Society of Film Critics Awards 2014 : meilleur film en langue étrangère
- Prix Lumières 2014 : meilleur film, meilleur réalisateur, meilleure actrice pour Léa Seydoux, meilleur espoir féminin pour Adèle Exarchopoulos
- Magritte du cinéma 2014 : meilleur film étranger en coproduction et meilleure actrice dans un second rôle pour Catherine Salée
- Étoiles d'or du cinéma français 2014 : meilleur film, meilleur réalisateur, meilleur premier rôle féminin et meilleure révélation féminine pour Adèle Exarchopoulos, meilleure société de production pour Wild Bunch et meilleure société de distribution pour Wild Bunch Distribution[70].
- César du cinéma 2014 : meilleur espoir féminin pour Adèle Exarchopoulos
- Independent Spirit Awards 2014 : meilleur film étranger
- North Texas Film Critics Association Awards 2014 : meilleur film étranger
- Globes de cristal 2014 : meilleure actrice pour Adèle Exarchopoulos
- London's Favourite French Film 2014 : premier prix

### Nominations et sélections
- Grand prix de l'Union de la critique de cinéma 2014
- Festival du film de Hollywood 2013 : sélection officielle
- Festival du film de Londres 2013 : Love Gala
- Festival international du film francophone de Namur 2013 : hors compétition (film d'ouverture)
- Festival du film de New York 2013
- Festival du film de Telluride 2013 : sélection officielle
- Festival international du film de Saint-Sébastien 2013 : sélection « FIPRESCI Gran Prix »
- Festival international du film de Toronto 2013 : sélection « Special Presentations »
- Festival international du film de Vancouver 2013
- Prix du cinéma européen 2013 :
  - Meilleur film européen
  - Meilleur réalisateur pour Abdellatif Kechiche
- Washington D.C. Area Film Critics Association Awards 2013 :
  - Meilleur espoir pour Adèle Exarchopoulos
  - Meilleur film en langue étrangère
- British Academy Film Awards 2014 : meilleur film en langue étrangère
- Critics' Choice Movie Awards 2014 :
  - Meilleur espoir pour Adèle Exarchopoulos
  - Meilleur film en langue étrangère
- Golden Globes 2014 : meilleur film en langue étrangère
- Magritte du cinéma 2014 : meilleur espoir féminin pour Mona Walravens
- Satellite Awards 2014 :
  - Meilleur film en langue étrangère
  - Meilleure actrice pour Adèle Exarchopoulos
  - Meilleure actrice dans un second rôle pour Léa Seydoux
- Goyas 2014 : meilleur film européen
- César 2014[71] :
  - Meilleur film
  - Meilleur réalisateur pour Abdellatif Kechiche
  - Meilleure actrice pour Léa Seydoux
  - Meilleur espoir féminin pour Adèle Exarchopoulos
  - Meilleur adaptation pour Abdellatif Kechiche et Ghalya Lacroix
  - Meilleure photographie pour Sofian El Fani
  - Meilleur montage pour Camille Toubkis, Albertine Lastera, Jean-Marie Lengelle, Ghalya Lacroix
  - Meilleur son pour Jérôme Chenevoy, Fabien Pochet, Roland Voglaire, Jean-Paul Hurier
- Globes de cristal 2014 : Meilleur film